# Rifugio Angelo Alimonta
Das Rifugio Angelo Alimonta oder nur Rifugio Alimonta (deutsch Alimontahütte) ist eine privat geführte Schutzhütte in der Brentagruppe im Trentino. Die in der Regel von Mitte Juni bis Mitte September geöffnete Hütte verfügt über 93 Schlafplätze sowie einen Winterraum mit 6 Betten.

## Lage und Umgebung

Die Vedretta degli Sfulmini

Die 1968 von den Bergführern Ezio und Gilio Alimonta errichtete Hütte liegt auf einer kleinen felsigen Hochfläche, der sogenannten Vedretta dei Sfùlmini oder dei Armi, auf der Westseite der zentralen Brentagruppe im Gemeindegebiet von Tre Ville. Sie ist mit 2580 m s.l.m. Höhe die höchstgelegene Schutzhütte in der Brenta und befindet sich am Ausgangs- und Endpunkt mehrerer bekannter Klettersteige, wie die Bocchette Alte und Bocchette Centrali. Das Rifugio wird auch als Basislager für viele Besteigungen, wie den Campanile Basso oder den Torre di Brenta, genutzt. Es wurde 2004 renoviert.

## Zugänge
- Von Vallesinella, 1513 m ⊙ auf Weg 317, 318 und 323 (4 Stunden)

## Übergänge
- Zum Rifugio Tuckett – Quintino Sella, 2272 m ⊙ auf Weg 305b (Ferrata Sosat) in 2 Stunden 30 Minuten, auf Weg 305a (Via delle Bocchette Alte) in 6 Stunden 30 Minuten
- Zum Rifugio Tosa e „T. Pedrotti“, 2491 m ⊙ auf Weg 305c (Via delle Bocchette Centrali) 4 Stunden 30 Minuten, auf Weg 303 (Ferrata F. Spellini und Ferrata O. Orsi) in 4 Stunden
- Zum Rifugio Alberto e Maria ai Brentei, 2179 m ⊙ auf Weg 323 in 1 Stunde

## Karten
- Alpenvereinskarte Blatt 51 Brentagruppe (1:25.000)[2]
- Tabacco Blatt 053 Dolomiti di Brenta
- Tabacco Blatt 067 Altopiano della Paganella - L. di Tovel - C. Brenta - Trento[3]